# Pachycraerus mimicus
Pachycraerus mimicus är en skalbaggsart som beskrevs av Lewis 1897. Pachycraerus mimicus ingår i släktet Pachycraerus och familjen stumpbaggar. Inga underarter finns listade i Catalogue of Life.